# Banastre Tarleton

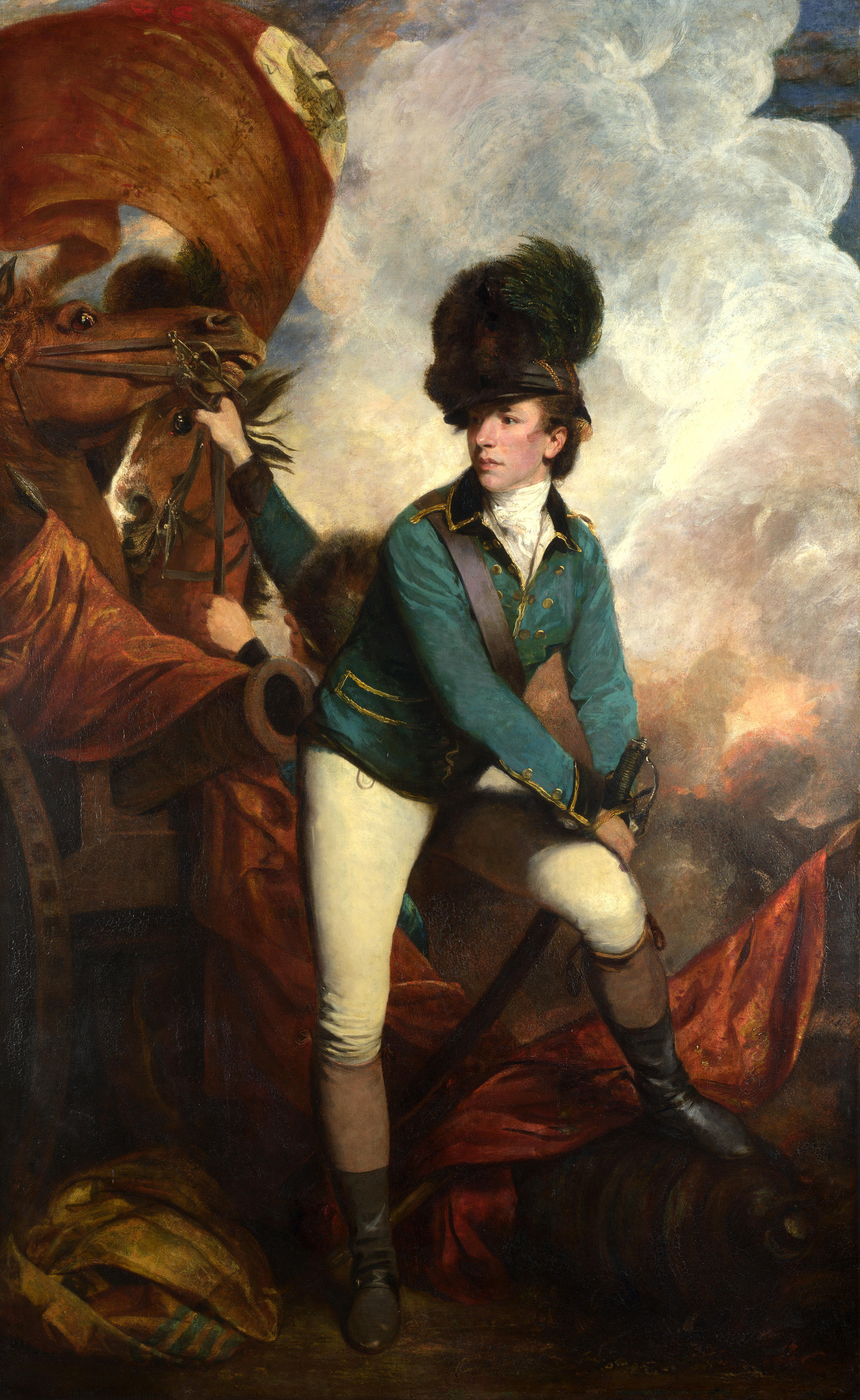
Sir Banastre Tarleton, Ölgemälde von Sir Joshua Reynolds, 1782

Sir Banastre Tarleton, 1. Baronet GCB (* 21. August 1754 in Liverpool, Lancashire; † zwischen 15. und 25. Januar 1833 in Leintwardine, Shropshire), britischer Offizier und Politiker. Im Amerikanischen Unabhängigkeitskrieg, war bei den Amerikanern berüchtigt für seine mit rücksichtsloser Härte betriebene Kriegsführung auch gegen die Zivilbevölkerung. Er ist eine der umstrittensten Figuren des Revolutionskrieges.

## Jugend
Banastre Tarleton war eines von sechs Kindern des wohlhabenden Kaufmanns, Schiffseigners und Sklavenhändlers John Tarleton aus Liverpool und dessen Frau Jane (geborene Parker). Zu seinen Geschwistern zählten unter anderem John und Clayton Tarleton. Er studierte die Rechte am Middle Temple in London und ab 1771 bis zum Tod seines Vaters 1773 in Oxford. Schon damals interessierte er sich mehr für Sport als für Bücher. Da er die geerbten 5000 Pfund innerhalb eines Jahres beim Spiel verloren hatte, musste er 1775 in die Armee eintreten und kaufte sich mit Geld seiner Mutter eine Stelle als Cornet beim 1st (The King’s) Regiment of Dragoon Guards. Er erwies sich schon bald als fähig und „gut zu Pferd“.

## Amerikanische Revolution
Im Dezember 1775 ging er als Freiwilliger unter General Cornwallis nach Amerika in den Unabhängigkeitskrieg.
Tarleton war gleich nach seiner Ankunft an der ersten Belagerung von Charleston im Juni 1776 beteiligt, die erfolglos verlief. Unter dem Befehl von Colonel William Harcourt nahm er als Brigademajor des 16th Regiment of (Light) Dragoons in New York an Aufklärungsritten teil, die die Bewegungen von General Charles Lees Truppen in New Jersey erkunden sollten. Am Freitag, dem 13. Dezember, umzingelte er dort ein Haus in Basking Ridge, in dem sich Lee aufhielt, und erzwang dessen Gefangennahme durch die Drohung, es abzubrennen. Dafür wurde er 1778 Captain der 1. Kompanie des 79th Regiment of Foot (Royal Liverpool Voluntiers).
Sein Ansehen war inzwischen so gestiegen, dass er Ende 1779 – obwohl noch ziemlich jung, mittellos und aus dem Bürgerstand – als Lieutenant-Colonel Kommandeur der neu geformten „British Legion“ wurde, eines aus leichter Infanterie und Kavallerie gemischten Bataillons aus den Briten gegenüber loyalen Amerikanern aus New York und Pennsylvania, bald auch „Tarleton’s Dragoons“ genannt. Sie trugen grüne Uniformen, die Tory-Farben. Mit ihnen operierte er im selben Jahr in South Carolina zur Unterstützung des Feldzugs von General Henry Clinton, die zur Eroberung von Charleston führte. Während der Seeüberfahrt fast all seiner Pferde beraubt, requirierte er schnell neue und unterband sehr effektiv alle Nachschubwege nach Charleston.
Am 29. Mai 1780 überwältigte er mit 150 Berittenen – einer Vorausabteilung von seinen insgesamt 270 Mann – eine Miliztruppe von 350 bis 380 Virginiern unter Abraham Buford, die zum Entsatz Charlestons marschiert war, nach dem Fall der Stadt aber nordwärts zog. In Gewaltritten (105 Meilen in 54 Stunden) setzte ihnen Tarleton nach und holte so einen 10-Tages-Vorsprung ein. Buford weigerte sich zunächst, sich den zahlenmäßig unterlegenen Truppen zu ergeben, und setzte seinen Marsch fort, wurde aber durch starke Verluste zur Aufgabe gezwungen. Nach seinen eigenen Angaben brach in seiner Truppe Chaos aus, nachdem sein Pferd unter ihm weggeschossen worden war, und seine Leute glaubten, er sei tot. Am Ende wurden 113 Amerikaner getötet und 203 gefangen genommen, wobei 150 wegen zu großer Verwundung zurückgelassen wurden. Tarletons Verluste waren 5 Tote und 12 Verwundete. Das kleine Scharmützel wurde von den Briten Schlacht von Waxhaw Creek getauft, von den Amerikanern Waxhaw Massaker oder Buford Massaker. Es trug viel zur Motivation und zu Rachegelüsten bei den amerikanischen Milizen bei. Ähnlich wie im Dreißigjährigen Krieg vom „Magdeburger Pardon“, sprach man dort von „Tarletons Gnade“ (im Sinne von keine Gnade), „Tarletons quarter“. Tarleton selbst und Cornwallis war der Ruf als hart durchgreifende Truppe nur recht.
Tarleton war wesentlich am Sieg von Cornwallis in der Schlacht von Camden August 1780 beteiligt, wo er die fliehenden Milizen unbarmherzig verfolgte. Auch beim Fishing Creek siegte er am 19. August gegen eine vierfach überlegene, 1000 Mann starke Partisanenarmee von Thomas Sumter, die er später bis zur fast völligen Vernichtung verfolgte. In South Carolina hatte Tarleton in Francis Marion (1732–1795) einen Guerilla-Gegner, den er nie zu fassen bekam: Er meinte, der Teufel müsse mit dem „verdammten alten Fuchs“ im Bunde sein, und tatsächlich war der Spitzname von Marion danach „Swamp Fox“ (Sumpffuchs). Cornwallis zog sich nach der Niederlage von Major Ferguson am Kings Mountain wieder nach South Carolina zurück. Tarleton, der im September mehrere Wochen wegen Malaria oder Gelbfieber ausfiel, hielt die Verbindungslinien offen und war im November damit beschäftigt, Leute zu bestrafen, die auf Parole, nicht wieder gegen den britischen König zu kämpfen, freigelassen worden waren. Aus Sicht der Amerikaner hielt er sich durch eine Taktik der verbrannten Erde an der Zivilbevölkerung schadlos, weil er Marion nicht zu fassen bekam, wodurch er sie noch mehr gegen sich und die Briten aufbrachte. Berichte über sein brutales Vorgehen machten die Runde, so soll er erst mit der Witwe des verstorbenen amerikanischen Generals Richardson diniert haben, um dann Haus, Vieh und Felder abzubrennen (November 1780, bei Nelson’s Ferry). Auch viele britische Offiziere waren von seinem Vorgehen abgestoßen.
Bei Blackstock Farm kam es im November 1780 zu einem erneuten Zusammenstoß mit Sumter, der eine neue Partisanenarmee aufgestellt hatte. Hier erlitt Tarleton größere Verluste und wurde selbst verwundet (wie auch Sumter, ohne dass Tarleton das wusste), proklamierte aber einen Sieg. Als die Amerikaner unter Nathaniel Greene ihre reguläre Armee von rund 2000 Mann im Januar 1781 teilten, sollte Tarleton mit einer auf 1100 Mann verstärkten Einheit die Gruppe unter Brigadegeneral Daniel Morgan angreifen. Bei dieser Aktion wurde seine Einheit in der Schlacht von Cowpens fast aufgerieben. Er griff unüberlegt direkt an und lief Morgan, der sich gut positioniert hatte und seine erste Linie von Freiwilligen in scheinbarer Flucht hinter eine zweite Linie von erfahrenen „Continentals“ zurückweichen ließ, in die Falle. Tarleton verlor 800 Mann, ihm selbst gelang es aber zu entkommen. Von anderen britischen Offizieren wurde er hart kritisiert, so dass er um seine Entlassung und ein Kriegsgerichtsverfahren bat, was Cornwallis, der ihn weiter als glänzenden Kavallerieführer behalten wollte, aber ablehnte.
Er reorganisierte seine Britische Legion und wurde von Cornwallis wieder in seiner früheren taktischen Verwendung eingesetzt. Nach Erfolgen in Scharmützeln bei Tarrants House und in der Schlacht von Guilford Courthouse im März 1781, bei der er durch einen Schuss in die Hand zwei Finger verlor, marschierte er mit Cornwallis nach Virginia. In einem Raid nach Charlottesville versuchte er, Gouverneur Thomas Jefferson und das Parlament von Virginia zu fangen. Diese wurden aber durch einen nächtlichen Ritt von 40 Meilen durch Jack Jouett gewarnt, und nur sieben Abgeordnete fielen in Tarletons Hände. Sein letzter Posten in diesem Krieg war die Verteidigung von Gloucester Point im Rahmen der Belagerung von Yorktown an der Küste in Virginia, wohin sich Cornwallis zurückgezogen hatte. Nach der Kapitulation Ende 1781 kehrte Tarleton, der auf Parole freigelassen war, nach England zurück.

## Politik und weitere Karriere
In der Heimat war Tarleton von 1783 bis 1788 unter Halbsold vom aktiven Militärdienst freigestellt. Er wurde zunächst als Held gefeiert und zählte den Prince of Wales zu seinen Freunden. 1784 trat er als Kandidat im Wahlkreis Liverpool zu den Wahlen zum Unterhaus des britischen Parlaments an, wurde aber knapp geschlagen. 1790 war er erfolgreich und blieb Abgeordneter für Liverpool bis 1812 (mit der Ausnahme von einem Jahr). Trotz gegensätzlicher Ansichten über den Unabhängigkeitskrieg unterstützte er Charles James Fox. Als Redner widmete er sich militärischen Themen und dem Sklavenhandel, durch den Liverpool viel Geld verdiente (nicht zuletzt seine Brüder Clayton und Thomas) und bekämpfte die Gegner des Sklavenhandels (Abolitionisten). Mit einer Ausnahme stimmte er meist für die Opposition: Als die Koalition von Charles Fox und Lord North an die Macht kam (Regierung von William Cavendish-Bentinck, 3. Duke of Portland), unterstützte er diese und wurde dafür Gouverneur von Berwick und Lindisfarne.
1790 wurde er zum Brevet-Colonel und 1794 zum Major-General befördert und erhielt 1799 das Amt des Colonel eines Fencible-Cavalry-Regiments. 1801 wurde er zum Lieutenant-General befördert und war von 1802 bis 1818 Colonel des 21st Regiment of (Light) Dragoons. Von 1808 bis 1818 amtierte er als Gouverneur von Berwick. 1812 wurde er zum General befördert und amtierte ab 1818 als Colonel des 8th (King’s Royal Irish) Regiment of (Light) Dragoons.
Am 23. Januar 1816 wurde er als Baronet, of Liverpool in the County of Lancaster, in den erblichen Adelsstand erhoben und wurde 1820 als Knight Grand Cross des Bath-Ordens ausgezeichnet.

## Sonstiges
Tarleton machte im Dezember 1798 mit der Heirat der illegitimen Tochter des 4. Duke of Ancaster, Susan Priscilla Bertie, eine reiche Partie. Er hatte aber keine Kinder aus der Ehe. 15 Jahre lebte er davor in einer stürmischen Beziehung mit der Schauspielerin und Dichterin Mary Robinson (Perdita), der früheren Geliebten von George IV., die er aufgrund einer Wette verführte. Auch diese Verbindung war kinderlos.
Er wurde sowohl von Joshua Reynolds als auch von Thomas Gainsborough porträtiert. Der von ihm bei der British Legion eingeführte und selbst getragene, antikisierend gestaltete Lederhelm mit nach vorn gezogener Raupe (Englisch: Tarleton helmet) wurde nach ihm benannt und blieb bis zum Ende der Koalitionskriege bei leichten Truppen Großbritanniens stilbildend.
Nachdem er 1786 in der britischen Presse vor allem wegen der Schlacht von Cowpens angegriffen worden war (seine Reputation hatte vor allem wegen seiner Affären und seiner Spielsucht gelitten), schrieb er eine Geschichte seiner Feldzüge, Campaigns of 1780 and 1781 in the Southern Provinces of North America, in der er sich in sehr günstigem Licht darstellt und Cornwallis kritisiert. Cornwallis kommentierte das nur in seiner Korrespondenz, brach aber alle Beziehungen zu Tarleton ab. Ein Colonel Roderick Mackenzie übernahm Cornwallis Verteidigung: Strictures on Lieutenant-Colonel Tarleton’s History.
Der Film Der Patriot aus dem Jahr 2000 von Roland Emmerich stellt Tarleton (Colonel William Tavington genannt, gespielt von Jason Isaacs) aus amerikanischer Sicht als brutalen Schlächter von Zivilisten dar, der eine Kirche samt dort eingesperrter Einwohnern abbrennt. Der Bürgermeister von Liverpool, Edwin Clein, für dessen Wähler Tarleton ein nationaler Held ist, verlangte darauf eine Entschuldigung von den Filmemachern.
Er kommt auch in dem Film Amazing Grace von 2006 vor, gespielt von Ciarán Hinds, diesmal als Politiker und parlamentarischer Hauptgegner der Abolitionisten unter William Wilberforce.